# Pittawat Jeenthai
Pittawat Jeenthai (thailändisch พิทวัส จีนไทย; * 18. März 2006), auch als Ear bekannt, ist ein thailändischer Fußballspieler.

## Karriere
Pittawat Jeenthai erlernte das Fußballspielen in der Jugendmannschaft des Drittligisten Nonthaburi United S.Boonmeerit FC in Nonthaburi. Die Saison 2023/24 stand er beim Drittligisten Hua Hin Maraleina FC unter Vertrag. Mit dem Verein spielte er 16-mal in der Western Region der Liga. Nach einer Spielzeit wechselte er im August 2024 zum Zweitligisten Suphanburi FC. Sein Zweitligadebüt für den Verein aus Suphanburi gab Jeenthai am 24. August 2024 (3. Spieltag) im Auswärtsspiel gegen den Nakhon Si United FC. Bei der 2:0-Niederlage stand er in der Startelf und spielte die kompletten 90 Minuten. Am Ende der Saison 2024/25 musste er mit Suphanburi in die dritte Liga absteigen. Nach dem Abstieg verließ er den Verein und schloss sich im Sommer 2025 dem Erstligisten PT Prachuap FC an. Anfang August 2025 wurde er an den ebenfalls in der ersten Liga spielenden Nakhon Ratchasima FC ausgeliehen.